# Metalimnobia xanthopteroides
Metalimnobia xanthopteroides är en tvåvingeart. Metalimnobia xanthopteroides ingår i släktet Metalimnobia och familjen småharkrankar.

## Underarter
Arten delas in i följande underarter:
- M. x. adonis
- M. x. xanthopteroides